# John Gross
John Gross (12 mars 1935-10 janvier 2011),, est un homme de lettres britannique. 
Gross est rédacteur en chef du Times Literary Supplement de 1974 à 1981, rédacteur en chef principal et critique littéraire au sein de l'équipe du New York Times de 1983 à 1989 et critique de théâtre pour le Sunday Telegraph de 1989 à 2005. Il a également travaillé comme rédacteur adjoint sur Encounter et comme rédacteur littéraire des magazines The New Statesman et Spectator.

## Jeunesse et carrière universitaire
Gross nait et grandit dans l'East End de Londres, fils d'Abraham Gross, un immigrant juif de la ville juive polonaise de Horochów (la famille de Gross s'est échappée avant que toute la population juive ne soit tuée dans la Shoah), et de Muriel Gross, d'origine juive russe, dont les parents viennent de Vitebsk. Il a un frère, Tony Gross, qui fonde Cutler and Gross, une entreprise internationale de lunettes de mode qui est un fournisseur des industries de la mode et du cinéma.
Gross fait ses études à la Perse School de Cambridge et à la City of London School. Enfant prodige, il est admis au Wadham College d'Oxford à l'âge de 17 ans.
Après avoir obtenu une mention très bien en littérature anglaise à Oxford, il obtient une bourse à Princeton, où il entreprend des études de troisième cycle. Il retourne ensuite en Angleterre et enseigne à Queen Mary, à l'Université de Londres et au King's College de Cambridge, dont il est membre de 1962 à 1965. Plus tard dans sa vie, il donne des cours aux universités de Columbia et de Princeton.

## Livres
Il a écrit The Rise and Fall of the Man of Letters (1969 ; révisé en 1991, lauréat du prix Duff Cooper), James Joyce (1970), Shylock : Four Hundred Years in the Life of a Legend (1993) et ses mémoires d'enfance A Double Thread (2001). En tant qu'éditeur et anthologiste, il publie : After Shakespeare: Writing inspired by the world's greatest author (2002), The Oxford Book of Aphorisms (1983), The Oxford Book of Essays (1991), The Oxford Book of Comic Verse (1994), The New Oxford Book of English Prose (1998), The New Oxford Book of Literary Anecdotes (2006), The Modern Movement, Dickens and the Twentieth Century (réédité en 2008) et The Oxford Book of Parodies (2010).

## Journalisme
Gross écrit régulièrement sur des sujets littéraires et culturels pour The New York Review of Books, The Times Literary Supplement, The Wall Street Journal, The New Criterion, Commentary, The Spectator, Standpoint, The Observer, The New Statesman et The New York Times.

## Vie publique
Il est administrateur de la National Portrait Gallery de Londres de 1977 à 1984. Il effectue deux mandats au sein du comité consultatif de l'English Heritage sur les plaques bleues et siège au comité des arts et des médias, conseillant le gouvernement britannique sur l'attribution des distinctions honorifiques publiques. Il est président du jury du Booker Prize  et est membre de la Literary Society.
Il est administrateur indépendant non exécutif de Times Newspaper Holdings, les éditeurs du Times et du Sunday Times, de 1982 à 2011.

## Vie privée
John Gross est marié à Miriam Gross (en), également une éditrice littéraire de premier plan, de 1965 à 1988. Le couple a deux enfants, Tom Gross (en) et Susanna Gross (en). Gross vit à Londres, avec quelques séjours à New York dans les années 1960 et 1980. Il est membre du Beefsteak Club.